# Livvagterne
Livvagterne (De lijfwachten), internationaal bekend als The Protectors, is een Deense misdaad- en dramaserie, die vanaf 1 januari 2009 uitgezonden werd op de Deense publieke tv-zender DR1. In Vlaanderen werd de serie vanaf 13 augustus 2011 uitgezonden op één.
In 2009 won deze serie de internationale Emmy Award voor beste dramaserie. De bedenkers en schrijvers Mai Brostrøm en Peter Thorsboe waren samen met producer Sven Clausen eerder ook verantwoordelijk voor Rejseholdet uit 2000 en Ørnen: En krimi-odyssé uit 2004. Er werd met wisselende regisseurs gewerkt, onder wie Mikkel Seerup en Søren Kragh-Jacobsen.

## Verhaal
De plot draait rond een drietal jonge persoonsbeveiligers van Politiets Efterretningstjeneste (PET), de Deense veiligheidsdienst. Jasmina el Murad, Jonas Goldschmidt en Rasmus Poulsen worden zowel tijdens hun werk - het beveiligen van vooraanstaande politici - als in hun privéleven gevolgd. Soms lopen die ontwikkelingen door elkaar. Andere belangrijke personages zijn de veiligheidschef Leon Hartvig, de groepsleider Lille Kurt (Kleine Kurt), de beveiligers Store Kurt (Grote Kurt) en Trikker, de secretaresse Diana, de afdelingsdirecteur Benedikte Tønnesen (Tønne) en de psycholoog Jørgen Boas.

## Rolverdeling
- Cecilie Stenspil - Jasmina El Murad
- Søren Vejby - Rasmus Poulsen
- André Babikian - Jonas Goldschmidt
- Thomas W. Gabrielsson - Leon Hartvig Jensen
- Ditte Gråbøl - Diana Pedersen
- Tommy Kenter - Jørgen Boas
- Rasmus Bjerg - 'Lille Kurt' Birk
- Ellen Hillingsø - Benedikte 'Tønne' Tønnesen
- Michael Sand - 'Store Kurt' Strøm
- Benjamin Boe Rasmussen - Trikker
- Kim Jansson - Ole Fjordby
- Kate Kjølby – Asha (Jasmina's zuster)